# Bellegembos en Argendaalbos
Het Bellegembos en Argendaalbos zijn twee vlak bij elkaar gelegen bossen in het zuidoosten van de tot de West-Vlaamse gemeente Kortrijk behorende plaats Bellegem, nabij de Doornikserijksweg.
Het Bellegembos is 15 ha groot, het Argendaalbos iets kleiner en de ruimte ertussen is 12 ha.
Deze bossen, welke al in 1532-1533 werden vermeld, zijn gescheiden door een waardevol weidegebied. Ze vertonen allebei een steile helling van 40 tot 73 meter die een heuvelkam vormt op de waterscheiding tussen Leie en Schelde. Ze behoren tot het eiken-haagbeukenassociatie en kennen een rijke voorjaarsbloei met gevlekte aronskelk, bosanemoon, wilde hyacint, speenkruid, gele dovenetel en veelbloemige salomonszegel. Andere planten zijn: groot heksenkruid, boswederik, boszegge, pilzegge, ijle zegge, bleeksporig bosviooltje, donkersporig bosviooltje, eenbes, aardbeiganzerik, grote muur, valse salie, wijfjesvaren, spekwortel en kleine maagdenpalm. Ook is er een rijke vogelwereld. Verder zijn er veel paddenstoelen te vinden.
Tussen 1956 en 1986 werd een groot stuk van het Bellegembos sterk verminkt door woonverkaveling. In 1981 werd het gebied landschappelijk beschermd.